# Natalya Aristarkhova
Pour les articles homonymes, voir Aristarkhova.
Natalya Alexandrovna Aristarkhova (en russe : Наталья Александровна Аристархова ; née le 31 octobre 1989) est une athlète russe, spécialiste du 3 000 m steeple.

## Biographie
Elle remporte sa première victoire internationale majeure en juin 2013 en s'imposant dans le 3 000 m steeple des championnats d'Europe d'athlétisme par équipes, à Gateshead, en 9 min 30 s 64.

## Palmarès
| Date | Compétition                       | Lieu      | Résultat | Épreuve     | Temps         |
| ---- | --------------------------------- | --------- | -------- | ----------- | ------------- |
| 2013 | Championnats d'Europe par équipes | Gateshead | 1re      | 3 000 m st. | 9 min 30 s 64 |
| 2015 | DécaNation                        | Paris     | 1re      | 3 000 m st. | 9 min 40 s 69 |

## Records
| Épreuve         | Performance   | Lieu      | Date         |
| --------------- | ------------- | --------- | ------------ |
| 3 000 m steeple | 9 min 30 s 64 | Gateshead | 22 juin 2013 |